# Regulus ignicapilla

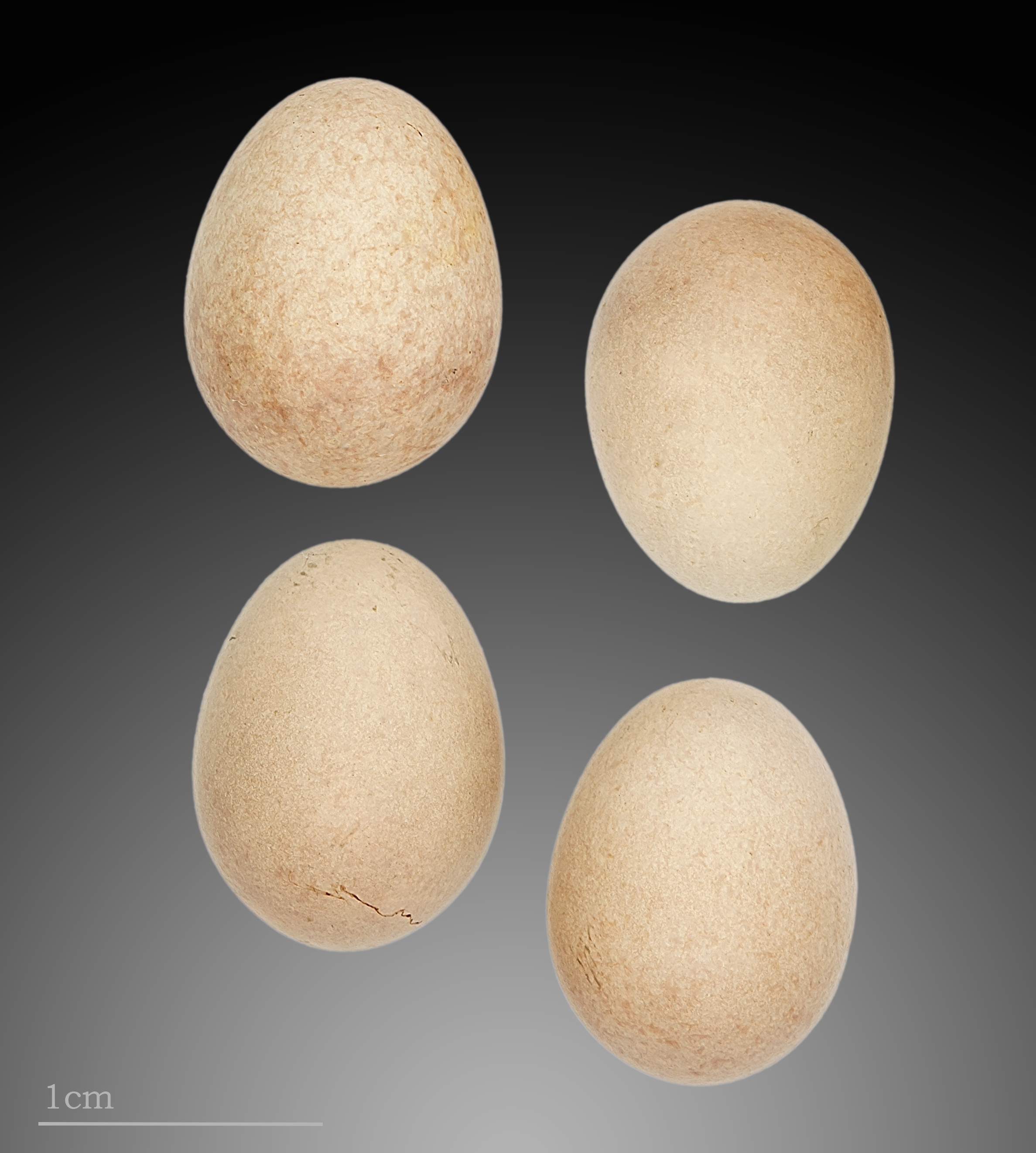
Regulus ignicapilla

Regulus ignicapilla là một loài chim trong họ Regulidae.
Loài chim này sinh sản trong hầu hết ôn đới châu Âu và tây bắc châu Phi, và là một phần di cư, với các con chim từ Trung Âu trú đông ở phía nam và phía tây của phạm vi sinh sản của chúng. Loài chim này trong quần đảo Balearic và phía bắc châu Phi được công nhận rộng rãi như là một phân loài riêng biệt, nhưng nhóm ở Madeira, trước đây cũng được coi là một phân loài, hiện đang được xem là một loài riêng biệt, regulus madeirensis. 